# Mnesipenthe subcuprea
Mnesipenthe subcuprea là một loài bướm đêm trong họ Geometridae.